# Sinus Fidei

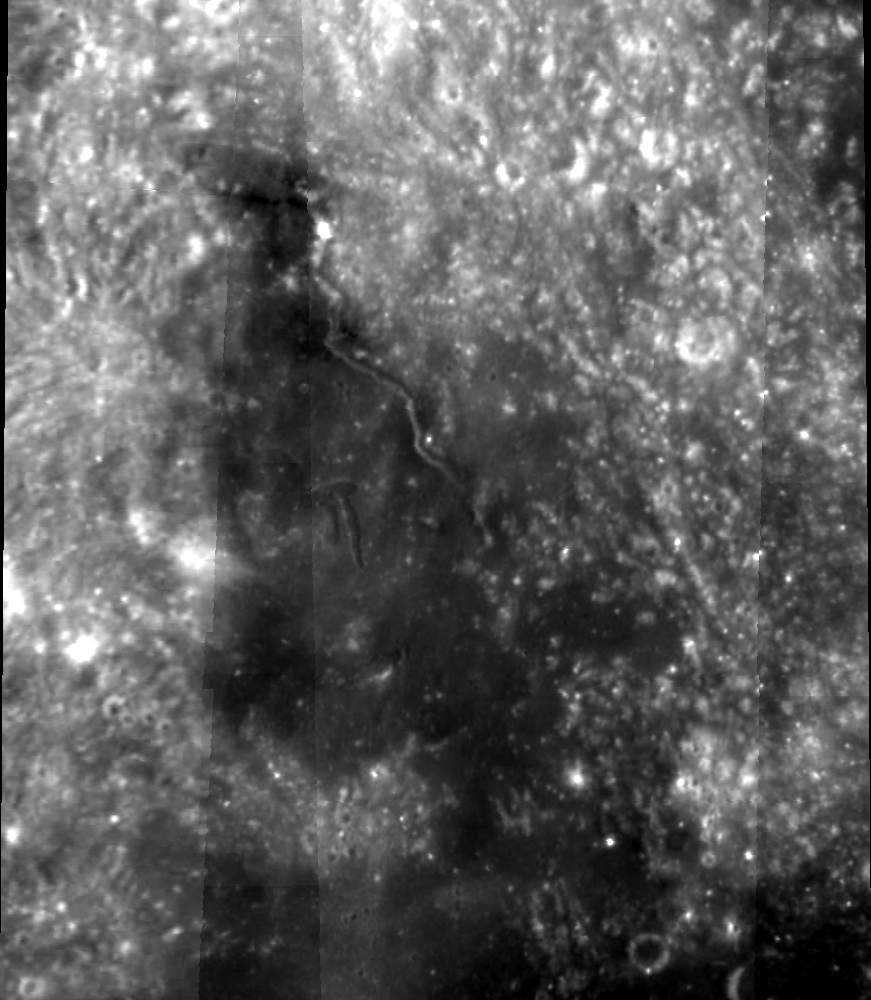
Sinus Fidei.

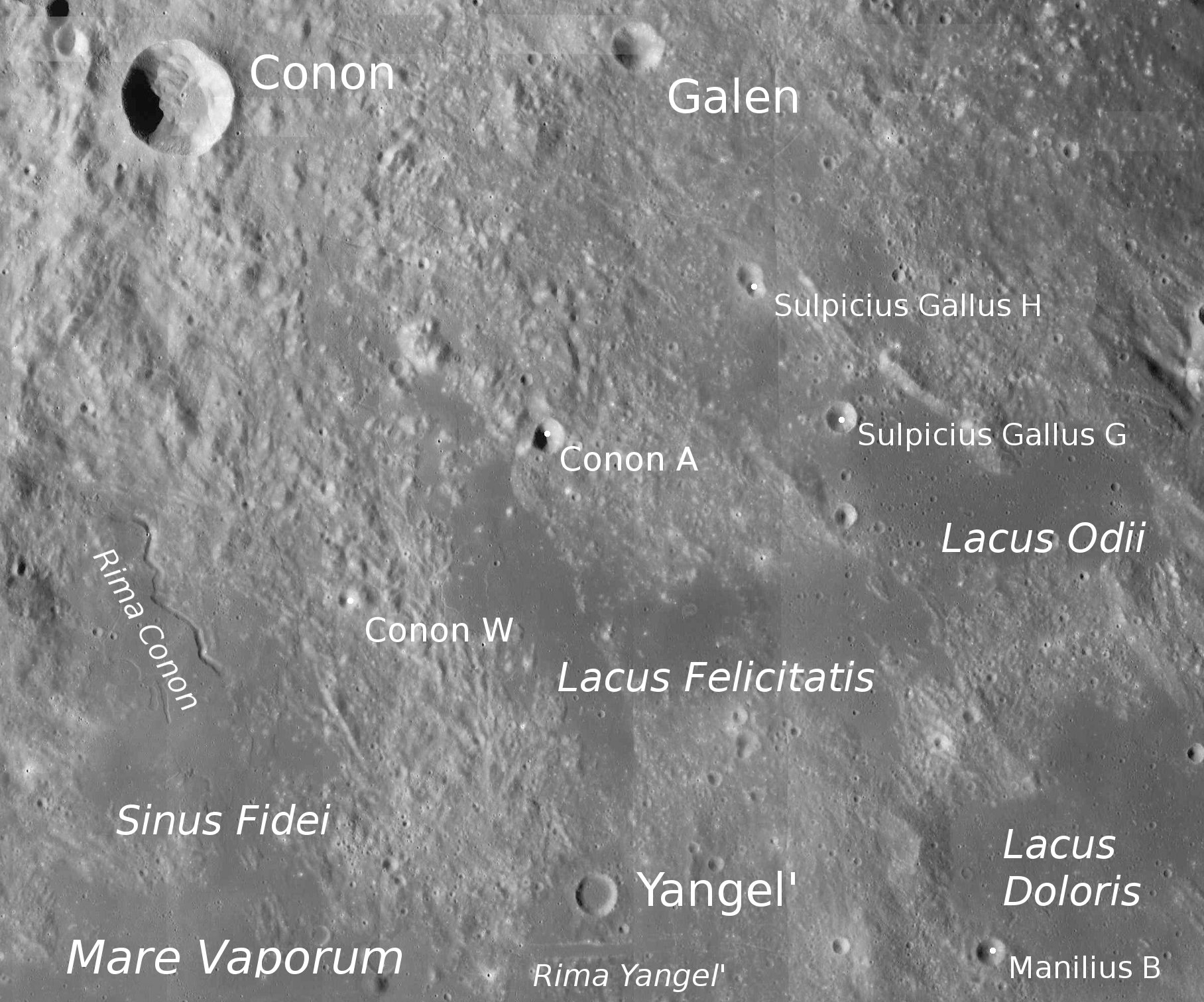
Poloha Sinus Fidei.

Sinus Fidei (česky Záliv důvěry nebo Záliv víry) je severní výběžek Mare Vaporum (Moře par) na přivrácené straně Měsíce dlouhý přibližně 70 km a zarývající se do pohoří Montes Apenninus (Apeniny). Střední selenografické souřadnice zálivu jsou 18,0° S a 2,0° V.
Do zálivu vede klikatá brázda Rima Conon, která má délku cca 45 km a je pojmenována podle kráteru Conon, jenž leží severně. Východně leží Lacus Felicitatis (Jezero štěstí).